# 촨짱 철로

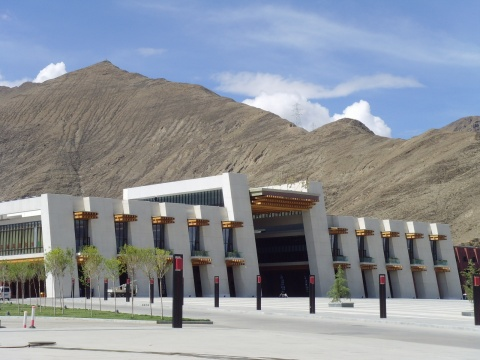

촨짱 철로(川藏铁路)는 쓰촨성과 티베트 자치구 라싸를 잇는 철도이다. 공사중이다.

## 같이 보기
- 서부 대개발
- 칭짱 철로
- 라싸-시가체 철도